# ボー・バーナム
ロバート・ピッカリング "ボー"・バーナム（Robert Pickering Burnham、1990年8月21日 - ）は、アメリカのコメディアン、ミュージシャン、俳優、映画監督。

## 人物
彼の作品は、音楽、スケッチ、スタンダップなどのコメディ・ジャンルに映画制作の要素を組み合わせたもので、しばしばドラマチックな展開や悲劇的な展開を伴う。
2000年代後半、初期のユーチューバーとして成功を収めたバーナムは、2010年代初頭、風刺的で破壊的なスタンドアップ・コメディとミュージカル・コメディでさらに注目を集めた。コメディー・セントラル・レコードから4枚のコメディー・アルバムをリリースし、3つのコメディー・スペシャル『Words, Words, Words』（2010年）、『What. (2013)、『Make Happy』(2016)を発表。MTVのモキュメンタリー・シリーズ『Zach Stone Is Gonna Be Famous』(2013)を制作・主演し、詩集『Egghead Or, You Can't Survive on Ideas Alone』（2013年）を出版した。その後、2016年にコメディからのキャリア転換を発表し、絶賛されたドラマ映画『Eighth Grade』（2018年）の脚本・監督として映画監督デビューを果たした。他のコメディアンのコメディ特番の監督も務め、アカデミー賞受賞のコメディ・スリラー映画『プロミシング・ヤング・ウーマン』（2020年）にも出演した。
バーナムは、COVID-19のパンデミックの最中に、スタッフや観客なしで4作目となる特別番組『Inside』（2021年）を制作し、主演を務めた。この作品はNetflixによって公開され、広く称賛され、第73回エミー賞では6部門にノミネートされ、バラエティ特番の優秀監督賞、優秀音楽監督賞、バラエティ特番の優秀脚本賞を受賞した。第64回グラミー賞では、『インサイド』が最優秀音楽映画賞と最優秀映像音楽作曲賞にノミネートされ、後者を受賞。この特別番組から3曲がビルボード・チャートにランクインし、米国ではゴールド・ディスクに認定され、付属アルバム『Inside (The Songs)』もゴールド・ディスクに認定された。

## 幼少時から大学入学
ロバート・ピッカリング・バーナムは1990年8月21日、ホスピス看護師のパトリシアと建設会社経営者のスコット・バーナムの息子としてマサチューセッツ州ハミルトンで生まれた。母親の仕事は2014年の『This American Life』のエピソードで取り上げられた。サムという姉とピートという兄がおり、2人とも父親の建設会社で働いている。バーナムはカトリック教徒として育ち、マサチューセッツ州ダンバースにあるセント・ジョンズ・プレパラトリー・スクールに通った。優等生で、演劇やキャンパスミニストリープログラムに参加し、2008年に卒業した。実験演劇を学ぶため、ニューヨーク大学ティッシュ・スクール・オブ・ジ・アーツに入学したが、コメディのキャリアを追求するため1年間入学を延期し、結局入学しなかった。

## キャリア

### 2006–2008: YouTuberとしてのスタート

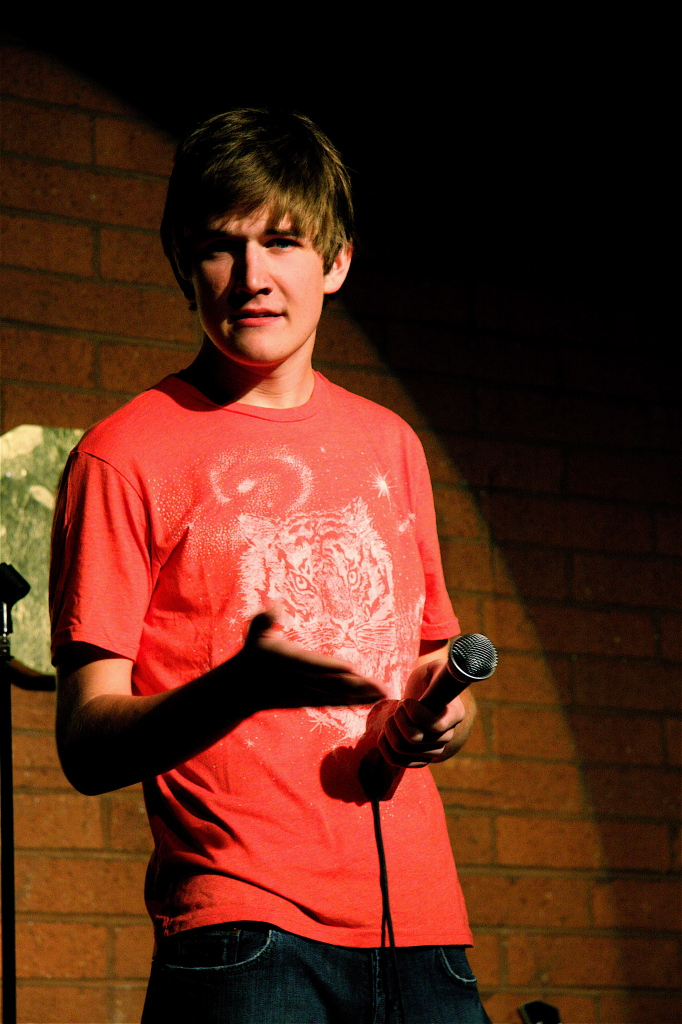
Burnham at The Improv in September 2008

バーナムがYouTubeで活動を始めたのは2006年のことである。2006年12月、彼はニューヨークの大学に通うために実家を出た兄のピートに、自分が書いた2曲を見せたいと考えていた。友人の勧めで、自分の寝室でその曲を演奏しているところを撮影し、当時まだ比較的新しいサイトだったYouTubeに投稿した。彼の曲 "My Whole Family... "は、そのYouTubeビデオへのリンクがBreak.comでシェアされると瞬く間に人気となり、やがて他のサイトでもシェアされるようになった。
ギターやデジタルピアノで伴奏をしながら、バーナムは自称「思春期のミュージカル・コメディ」の曲やビデオをオンラインで発表し続け、聴衆を増やしていった。ボストン・グローブ紙に「健全であると同時に不穏であり、庶民的で不気味なやり方で親しみやすい」と評されたバーナムは、白人至上主義、ヘレン・ケラーの障害、同性愛などについて曲を書き、発表した
[2]。バーナムの初期のビデオはすべて、彼の実家とその周辺、主に彼の寝室で録音され、意図的に「DIY的で、ほとんど覗き見のような感じ」だった。
バーナムの音楽とパフォーマンスは、階級、人種、ジェンダー、人間のセクシュアリティ、セックス、宗教といったテーマに取り組んでいる。バーナムは、ステージ上での自分の人格を「より傲慢で、高慢な自分（のバージョン）」だと表現する。デトロイト・ニュースの取材に対し、自身のラップについて、ヒップホップ音楽の視点と文化を尊重し、敬意を表する意向を表明した。
バーナムは、2008年1月にロンドンでコメディ・セントラルの『The World Stands Up』のパフォーマンスを収録し（6月30日放送）、17歳という最年少記録を打ち立てて、コメディ・セントラル・レコードと4枚のレコード契約を結んだ。コメディ・セントラル・レコードは2008年6月17日、バーナムの最初のEP、6曲入りの『Bo fo Sho』をオンライン・リリース限定アルバムとしてリリースした。2009年3月10日、初のフルアルバム『Bo Burnham』をリリースした。

### 2009–2016: スタンドアップとコメディの専門家として

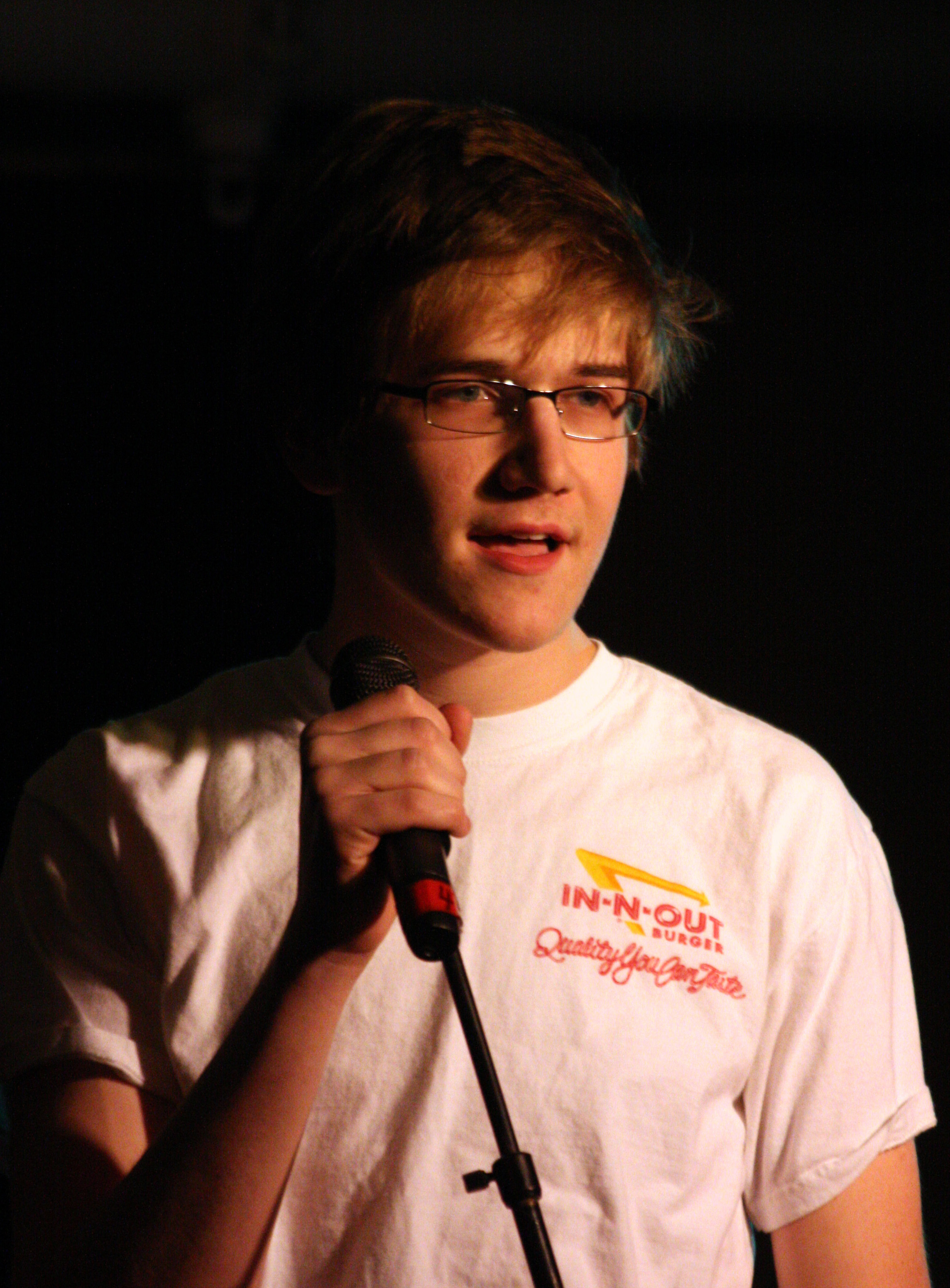
Burnham in March 2009

バーナムは、コブズ・コメディ・クラブ、サンフランシスコのYouTube Live、ニューヨークのキャロラインズ・コメディ・クラブ,
などアメリカや、ロンドンとモントリオールなどで国際的に公演を行っている。2010年8月、バーナムは初演（『Bo Burnham: Words, Words, Words』）の後、2010年エディンバラ・コメディ・アワードの「ベスト・コメディ・ショー」にノミネートされた。このアワードの受賞は逃したものの、その代わりに、「2010年フリンジのコメディ精神を最も捉えたショーやアクト」に贈られる賞金5000ポンドの「パネル賞」を受賞した。
2008年にモントリオールのジャスト・フォー・ラフス・フェスティバルに出演した際、バーナムは監督兼プロデューサーのジャド・アパトーと知り合った。同年9月、彼はユニバーサル・ピクチャーズと交渉し、アパトウがプロデュースするコメディ映画の脚本と音楽制作を担当することになった。この映画の脚本は「アンチ・ハイスクール・ミュージカル」と表現しているが、彼はディズニー・ミュージカルのパロディではなく、自分が通っていた高校を模倣したものだと主張している。バーナムは、この映画に出演することを望んでおり、「さりげないヒント」として、主人公に自分の名前をつけたとワイアードに語った。2009年3月、ボストンの『Weekly Dig』誌のインタビューでは、1日8時間かけて映画の音楽を書き、夜は脚本を書いていると語っている。脚本は、バーナムの高校時代の友人ルーク・リアコスが共同で執筆している。2010年10月のMTVとのインタビューで、バーナムはこのプロジェクトの将来について何も知らないことを認め、彼が知る限り、事実上すべてが宙に浮いている状態だと語った。

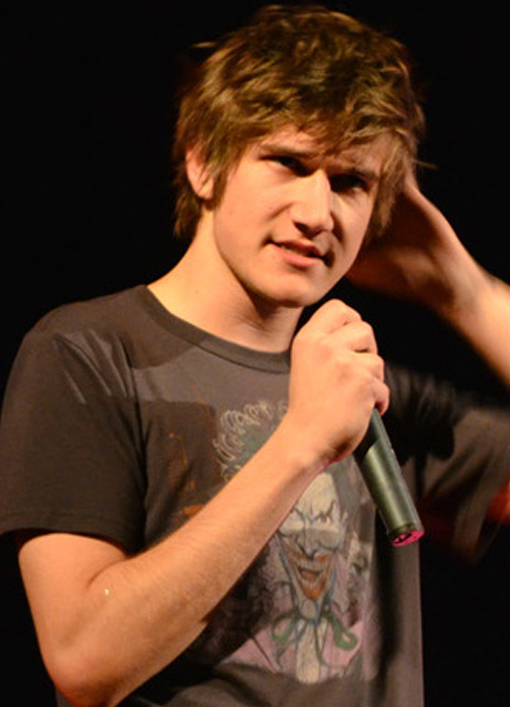
Burnham in April 2012

2009年3月3日、ウェストミンスター・カレッジの学生15名（同キャンパスのゲイ・ストレート・アライアンス、黒人学生協会、国際クラブ、文化多様性団体のメンバー）は、バーナムがパフォーマンスで同性愛嫌悪や人種差別用語を使用したことを理由に、同日夜の同校でのコンサートに抗議した。これについて彼は、「高校時代に私にレッテルを貼っていたのはゲイ差別主義者たちだったので、とても皮肉なことです。私は善意で風刺を書こうとしている。でも、その意図は隠さなければならない。それがコメディなんだ」と述べている。大学側は彼の番組の内容を知らないままバーナムを予約したことを認めたが、ジョン・コマーフォード学生部長は、この論争が学校にもたらした言論の機会を賞賛した。
2009年5月、バーナムがNBCのシットコム『Yo Teach』に出演する『Funny People』のバイラル・マーケティングが始まった！プロモでは、彼はジェイソン・シュワルツマンの英語クラスの生徒役で共演した。
2010年5月21日、バーナムは『Words Words Words』と題した自身初の1時間スタンダップスペシャルを、同局の新スタンダップスペシャル『House of Comedy』シリーズの一環として、ボストンのハウス・オブ・ブルースからコメディ・セントラル向けに収録した。バーナムは、2011年のコメディ・セントラル・スタンドアップ対決で1位となった。
2013年、バーナムはダン・ラガナ、ルーク・リアコス、デイヴ・ベッキーとともに『ザック・ストーンは有名になる』で脚本、製作総指揮、主演を務めた。同シリーズは1シーズンで打ち切られた。また、2013年には詩集『Egghead： Or, You Can't Survive on Ideas Alone』という詩集も出版した。
2013年12月17日にバーナムの2作目の特別番組『what』がNetflixとYouTubeで公開された。
バーナムの3作目の特別番組『Make Happy』はNetflixが制作し、2016年6月3日に公開された。

### 2017–2020: 映画作りとエイス・グレード 世界でいちばんクールな私へ
バーナムは初の長編映画『Eighth Grade』の脚本・監督を務め、A24がそれを製作・配給した。本作は2018年1月のサンダンス映画祭でプレミア上映された。同作は世界的に高く評価され、バーナムは全米脚本家組合賞の最優秀オリジナル脚本賞と全米監督組合賞の優秀監督賞（初長編作品）を受賞した。ロッテン・トマトでは同作は316の評価に基づき99％の支持率を獲得し、メタクリティックでは100点満点中89点の平均評価を得ている。
バーナムはHBOでジェロッド・カーマイケルのコメディ特番『8』（2017年）、Netflixでクリス・ロックのコメディ特番『Tamborine』（2018年）を監督した。ヴァルチャー』とのインタビューで、彼はコメディ特番を監督する際の監督観について次のように語っている。「（特番に）アプローチしたのは、この人の演技を見ることで得られる感情を棚卸しして、『どうすれば観客のためにそれを可能な限り再現できるか？どうすれば、良い入れ物を作ることができるか？しかし、それは彼らによって提供されるものであり、演出の多くは彼らの邪魔にならないようにすることなのだ」
2019年、バーナムがセサミストリートの次回作に楽曲を提供することが発表された。
2020年、バーナムはブラックコメディの復讐スリラー映画『プロミシング・ヤング・ウーマン』で主人公の恋敵ライアン・クーパーを演じた。この映画はサンダンス映画祭でデビューし、批評家から絶賛され、後にアカデミー賞作品賞にノミネートされた。インタビューでバーナムは、「これは私が決して語ることのできない物語です。私にはない視点です。自分のことをやった後、誰かのビジョンに奉仕したいという考えが本当に好きなんだ」と語っている。
2021年3月、バーナムはHBOの『Winning Time: The Rise of the Lakers Dynasty（原題）』にボストン・セルティックスのレジェンド、ラリー・バード役で出演した。しかし、スケジュールの都合により、2021年8月に同シリーズを降板した。

### 2021–現在:Inside
2021年4月、バーナムはソーシャルメディアでの活動を休止し、5月30日に4作目となる特別番組『Inside』をリリースすると発表した。COVID-19の大流行中、バーナムがクルーも観客もいない自宅のゲストハウスで一人で制作した『Inside』は、広く称賛を浴びた。第73回プライムタイム・クリエイティブ・アーツ・エミー賞の6部門にノミネートされ、優秀音楽監督賞、優秀脚本賞、優秀バラエティ特番監督賞の3部門を受賞した。また、第64回グラミー賞では、最優秀音楽作品賞と最優秀映像作品賞（「All Eyes on Me」）の2部門にノミネートされた。このアルバムからの3曲（「ベゾスI」、「オール・アイズ・オン・ミー」、「ウェルカム・トゥ・ザ・インターネット」）は、バーナムにとって初の全米バブリング・アンダー・ホット100およびグローバル200チャート入りを果たした。これらの曲は、付属アルバム『Inside (The Songs)』と同様、米国でゴールド認定された。
バーナムは、カーマイケルのコメディ特番『ロサニエル』（2022年）の監督、編集、製作総指揮を務め、第74回エミー賞バラエティ特番脚本賞を受賞するなど高い評価を得た。
インサイド』公開から1年となる2022年5月30日、バーナムはYouTubeで『The Inside Outtakes』と題し、特番の未公開映像63分を公開した。2022年6月には、この映像の全曲と新曲2曲を収録した同名のアルバムをリリース。また、『インサイド』の全曲とアウトテイクス、そしてスペシャルとそのアウトテイクスからのアンビエントとインストゥルメンタルの全曲を収録したアルバム『インサイド（デラックス）』もリリースした。

バーナムは『インサイド・アウトテイクス』収録の「ファイブ・イヤーズ」を2023年グラミー賞のヴィジュアル・メディア・ソング部門に応募したと報じられている。

## スタイル
バーナムのコメディ・スタイルは風刺に分類されることが多く、同性愛嫌悪、精神病、性差別、人種差別などのトピックを取り上げ、衝撃的な価値と社会的批判の両方を追求している。影響を受けた人物として、ケイト・バーラン、カトリーヌ・ブレイヤ、ジョージ・カーリン、ジョン・カサヴェテス、フライト・オブ・ザ・コンチョーズ、ミッチ・ヘドバーグ、アンソニー・ジェセルニック、スティーヴン・リンチ、ディミトリ・マーティン、スティーヴ・マーティン、ティム・ミンチン、ハンス・ティーウェンを挙げている。その中で最も重要な人物としてスティーヴ・マーティンを挙げている。彼の音楽スタイルはトム・レーラーと比較されることもあり、2009年に発表した「New Math」は、レーラーの1965年の同名曲へのオマージュとして書いたと言われている。

## 論争
旧作をめぐる論争に対して、バーナムは2009年にこう語っている。「でも、その意図は隠さなければならない。それがコメディなんだ」。キャリアを重ねるにつれて、彼は初期の作品について後悔の念を表明するようになった。2018年の映画『Eighth Grade』の記者会見で、彼は自分の作品をめぐる論争を利用して、ティーンエイジャーの失敗がインターネット上で不滅のものとなるという新しい概念への懸念を表明し、『Off Camera』にこう語った。「私は、ある意味で公の場で大声で失敗し、うまくいけば進化してそれを乗り越えることができた人の例になれてうれしい。そして、子供たちがそのような自由を得られなくなっていることを心配している」と語った。NPRとのインタビューで、彼は自身のコメディの問題性について触れ、「当時のネタには、誇りに思っていないし、不快だし、役にも立たないと思うものがたくさんある」と語った。彼はさらに、2021年のコメディー特番『Inside』の収録曲「Problematic」でこの話題を取り上げている。

## パーソナル・ライフ
バーナムはプライベートな人間として知られており、プロモーションのためのプロジェクトがない限り、めったにインタビューに応じない。特筆すべきは、バーナムが『インサイド』に関するインタビューにも一切応じなかったことだ。彼はロサンゼルスに住んでおり、2013年から映画監督のロリーン・スカファリアと交際している。バーナムは、特に創作活動やパフォーマンスにまつわる不安と闘い、パニック発作を経験してきた。 『Inside』に収録されている "All Eyes on Me "では、パニックと不安が5年間コメディから遠ざかった原因であると引用している。

## 作品

### 映画作成
| Year | Title                     | Role                  | Notes            | Ref.   |
| ---- | ------------------------- | --------------------- | ---------------- | ------ |
| 2009 | American Virgin           | Rudy                  |                  | [ 84 ] |
| 2009 | Funny People              | Yo Teach! Cast Member |                  | [ 84 ] |
| 2011 | Hall Pass                 | Bartender             |                  | [ 85 ] |
| 2012 | Adventures in the Sin Bin | Tony                  |                  | [ 86 ] |
| 2017 | The Big Sick              | CJ                    |                  | [ 87 ] |
| 2017 | Rough Night               | Tobey                 |                  | [ 88 ] |
| 2018 | Eighth Grade              | N/A                   | Writer, director |        |
| 2020 | Promising Young Woman     | Ryan Cooper           |                  | [ 89 ] |

#### テレビ
| Year | Title                                  | Role                 | Credited as | Credited as | Credited as | Notes                                 | Ref.    |
| Year | Title                                  | Role                 | Director    | Producer    | Editor      | Notes                                 | Ref.    |
| ---- | -------------------------------------- | -------------------- | ----------- | ----------- | ----------- | ------------------------------------- | ------- |
| 2010 | Words, Words, Words                    | Himself              | No          | Yes         | No          | Comedy special                        | [ 90 ]  |
| 2011 | The Green Room with Paul Provenza      | Himself              | No          | No          | No          | Episode: "Episode 1"                  | [ 91 ]  |
| 2013 | what.                                  | Himself              | Yes         | Yes         | No          | Comedy special; co-director           | [ 92 ]  |
| 2013 | Zach Stone Is Gonna Be Famous          | Zach Stone           | No          | Yes         | No          | 12 episodes; also, co-creator, writer | [ 93 ]  |
| 2014 | Parks and Recreation                   | Chipp McCapp         | No          | No          | No          | Episode: "Flu Season 2"               | [ 94 ]  |
| 2015 | Key and Peele                          | Lyle                 | No          | No          | No          | Episode: "A Cappella Club"            | [ 95 ]  |
| 2015 | Kroll Show                             | Diz                  | No          | No          | No          | 2 episodes                            | [ 96 ]  |
| 2016 | Make Happy                             | Himself              | Yes         | No          | No          | Comedy special; co-director           | [ 97 ]  |
| 2016 | We Bare Bears                          | Andrew Bangs (voice) | No          | No          | No          | Episode: "Nom Nom's Entourage"        | [ 98 ]  |
| 2017 | Comrade Detective                      | Sergiu (voice)       | No          | No          | No          | Episode: "The Invisible Hand"         | [ 99 ]  |
| 2017 | Jerrod Carmichael: 8                   | N/A                  | Yes         | Yes         | No          | Comedy special                        | [ 100 ] |
| 2018 | Chris Rock: Tamborine                  | N/A                  | Yes         | No          | No          | Comedy special                        | [ 101 ] |
| 2019 | Jerrod Carmichael: Home Videos         | N/A                  | No          | Yes         | No          | Special                               |         |
| 2019 | Jerrod Carmichael: Sermon on the Mount | N/A                  | No          | Yes         | No          | Special                               |         |
| 2019 | Lil Rel Howery: Live in Crenshaw       | N/A                  | No          | Yes         | No          | Comedy special                        |         |
| 2020 | Whitmer Thomas: The Golden One         | N/A                  | No          | Yes         | No          | Comedy special                        |         |
| 2021 | Inside                                 | Himself              | Yes         | Yes         | Yes         | Comedy special                        | [ 102 ] |
| 2022 | Jerrod Carmichael: Rothaniel           | N/A                  | Yes         | Yes         | Yes         | Comedy special                        |         |
| 2022 | Kate Berlant: Cinnamon in the Wind     | N/A                  | Yes         | Yes         | No          | Comedy special released on Hulu       |         |

### ディスコグラフィー
- Bo Burnham (2009)
- Words, Words, Words (2010)
- what. (2013)
- Inside (The Songs) (2021)

### ツアー
| Year      | Title                       | Ref.    |
| --------- | --------------------------- | ------- |
| 2009      | Fake ID Tour                | [ 103 ] |
| 2010      | Bo Burnham and (No) Friends | [ 104 ] |
| 2011–2012 | Bo Burnham Live             | [ 105 ] |
| 2013      | what. Tour                  | [ 106 ] |
| 2015–2016 | Make Happy Tour             | [ 107 ] |

### Bibliography
- Egghead: Or, You Can't Survive on Ideas Alone (2013)[108][109][110]

## 受賞とノミネーション
2010年のエディンバラ・フェスティバル・フリンジでは、エディンバラ・コメディ・アワードの本賞にノミネートされ、エディンバラ・コメディ・アワードのパネル賞とマルコム・ハーディー賞の "Act Most Likely to Make a Million Quid "の両方を受賞した。
2018年の映画『Eighth Grade』と2021年のコメディ特番『Inside』では、脚本と演出が評価され、以下のような賞やノミネートを受けた：
| Year | Award                            | Category                                                                           | Project                      | Result     | Ref.            |
| ---- | -------------------------------- | ---------------------------------------------------------------------------------- | ---------------------------- | ---------- | --------------- |
| 2018 | Boston Society of Film Critics   | Best New Filmmaker                                                                 | Eighth Grade                 | 受賞       | [ 112 ]         |
| 2018 | Chicago Film Critics Association | Best Original Screenplay                                                           | Eighth Grade                 | ノミネート | [ 113 ]         |
| 2018 | Chicago Film Critics Association | Most Promising Filmmaker                                                           | Eighth Grade                 | ノミネート | [ 113 ]         |
| 2018 | Directors Guild of America Award | Outstanding Directing – First-Time Feature Film                                    | Eighth Grade                 | 受賞       | [ 114 ]         |
| 2018 | Independent Spirit Awards        | Best First Screenplay                                                              | Eighth Grade                 | 受賞       | [ 115 ]         |
| 2018 | National Board of Review         | Best Directorial Debut                                                             | Eighth Grade                 | 受賞       | [ 116 ]         |
| 2018 | New York Film Critics Circle     | Best First Film                                                                    | Eighth Grade                 | 受賞       | [ 117 ]         |
| 2018 | San Diego Film Critics Society   | Best Director                                                                      | Eighth Grade                 | ノミネート | [ 118 ]         |
| 2018 | San Diego Film Critics Society   | Best Original Screenplay                                                           | Eighth Grade                 | 受賞       | [ 118 ]         |
| 2018 | San Diego Film Critics Society   | Best Breakout Artist                                                               | Eighth Grade                 | ノミネート | [ 118 ]         |
| 2018 | Sundance Film Festival           | Grand Jury Prize                                                                   | Eighth Grade                 | ノミネート | [ 119 ]         |
| 2019 | Writers Guild of America Award   | Best Original Screenplay                                                           | Eighth Grade                 | 受賞       | [ 120 ]         |
| 2020 | Hollywood Critics Association    | Best Supporting Actor                                                              | Promising Young Woman        | ノミネート | [ 121 ]         |
| 2021 | Hollywood Critics Association    | Best Streaming Sketch Series, Variety Series, Talk Show, or Comedy/Variety Special | Bo Burnham: Inside           | 受賞       | [ 122 ]         |
| 2021 | Primetime Emmy Awards            | Outstanding Variety Special (Pre-Recorded)                                         | Bo Burnham: Inside           | ノミネート | [ 123 ]         |
| 2021 | Primetime Emmy Awards            | Outstanding Directing for a Variety Special                                        | Bo Burnham: Inside           | 受賞       | [ 123 ]         |
| 2021 | Primetime Emmy Awards            | Outstanding Writing for a Variety Special                                          | Bo Burnham: Inside           | 受賞       | [ 123 ]         |
| 2021 | Primetime Emmy Awards            | Outstanding Picture Editing for Variety Programming                                | Bo Burnham: Inside           | ノミネート | [ 123 ]         |
| 2021 | Primetime Emmy Awards            | Outstanding Music Direction                                                        | Bo Burnham: Inside           | 受賞       | [ 123 ]         |
| 2021 | Primetime Emmy Awards            | Outstanding Original Music and Lyrics                                              | Bo Burnham: Inside           | ノミネート | [ 123 ]         |
| 2022 | Grammy Awards                    | Best Music Film                                                                    | Bo Burnham: Inside           | ノミネート | [ 124 ] [ 125 ] |
| 2022 | Grammy Awards                    | Best Song Written for Visual Media                                                 | "All Eyes on Me"             | 受賞       | [ 124 ] [ 125 ] |
| 2022 | Libera Award                     | Best Outlier Record                                                                | Inside (The Songs)           | ノミネート | [ 126 ]         |
| 2022 | Primetime Emmy Awards            | Outstanding Directing for a Variety Special                                        | Jerrod Carmichael: Rothaniel | ノミネート | [ 127 ]         |